# Óscar Meza
Óscar Enrique Meza Zaracho (Luque, Paraguay; 15 de marzo de 1998), más conocido como Óscar Meza, es un futbolista paraguayo que juega como guardameta.
Entre sus logros personales destaca el de ser el guardameta con mejor rendimiento y la valla menos vencida en la Sub-17 temporada 2014.
Internacional Sub-17 con Paraguay, su mejor actuación se dio en la cita mundialista de Copa México de Naciones Sub-16 de 2014 donde Paraguay fue el subcampeón. El guardameta fue postulado al mejor portero del mundial -el Guante de Oro de la Copa México de Naciones- por sus 15 paradas en seis partidos. Aportando Seguridad a la valla, logró el 4.º puesto en el Sudamericano Sub-17 desarrollado en Paraguay, con una vital colaboración para la clasificación al Mundial Sub-17.

## Trayectoria
Empezó en la escuela de fútbol 16 de agosto de Luque a los 13 años obteniendo el título de campeón en la categoría 98 y el de mejor arquero de la categoría. A los 14 años fue reconocido por su buen desempeño y debido a eso se dio su incorporación a la categoría sub-14 del club de cerro porteño en el cual estuvo por un año hasta que despertó el interés de otro club de su país y paso a los 15 años a jugar al club Sportivo Luqueño.

## Selección nacional

### Categorías inferiores
En el Torneo Apertura en la categoría Sub-16 salió vicecampeón, ocupando el lugar de Arquero Destacado del torneo y por eso fue convocado a la selección paraguaya de fútbol por el técnico Carlos Jara Saguier para disputar el Copa México de Naciones Sub-16 de 2014 celebrado en México y aceptar la responsabilidad de ser el guardián del arco.
Participando como el portero titular del plantel y logrando el puesto de vicecampeón de la Copa México de Naciones Sub-16 de 2014 siendo uno de los mejores porteros del torneo elogiado por la prensa mexicana. Arquero Titular de la Selección en el Sudamericano Sub-17 desarrollado en Paraguay, clasificando al Mundial Sub-17.

## Estadísticas

### Selecciones

#### Participaciones en fases finales
| Competición                            | Categoría | Sede     | Resultado   | Partidos | Goles |  |
| -------------------------------------- | --------- | -------- | ----------- | -------- | ----- |  |
| Copa México de Naciones Sub-16 de 2014 | Sub-16    | México   | Vicecampeón | 6        |       |  |
| Sudamericano Sub-17 de 2015            | Sub-17    | Paraguay | 4.º puesto  | 7        |       |  |

## Clubes
| Club             | País     | Año         |
| ---------------- | -------- | ----------- |
| Cerro Porteño    | Paraguay | 2012        |
| Sportivo Luqueño | Paraguay | 2013 - 2018 |

## Palmarés

### Campeonatos nacionales
| Título             | Club             | Torneo          | Año  |
| ------------------ | ---------------- | --------------- | ---- |
| Vicecampeón Sub-16 | Sportivo Luqueño | Apertura Sub-16 | 2014 |

### Copas internacionales
| Título        | Torneo                  | País                       | Año  |
| ------------- | ----------------------- | -------------------------- | ---- |
| Vicecampeón   | Copa México de Naciones | Selección Paraguaya Sub-16 | 2014 |
| Cuarto Puesto | Sudamericano Sub-17     | Selección Paraguaya Sub-17 | 2015 |